# Nathalie Beausire
Nathalie Beausire (10 de septiembre de 1970) es una deportista francesa que compitió en biatlón. Ganó dos medallas en el Campeonato Mundial de Biatlón, oro en 1993 y bronce en 1994.

## Palmarés internacional
| Campeonato Mundial | Campeonato Mundial  | Campeonato Mundial | Campeonato Mundial |
| Año                | Lugar               | Medalla            | Prueba             |
| ------------------ | ------------------- | ------------------ | ------------------ |
| 1993               | Borovets (Bulgaria) | Medalla de oro     | Equipo             |
| 1994               | Canmore (Canadá)    | Medalla de bronce  | Equipo             |